# Élections législatives de 1997 dans les Côtes-d'Armor
Les élections législatives françaises de 1997 se déroulent les 25 mai et 1er juin 1997. Dans le département des Côtes-d'Armor, cinq députés sont à élire dans le cadre de cinq circonscriptions.

## Élus
| Circonscription | Député sortant   | Parti | Parti    | Député élu ou réélu | Parti | Parti |
| --------------- | ---------------- | ----- | -------- | ------------------- | ----- | ----- |
| 1re             | Christian Daniel |       | RPR      | Danielle Bousquet   |       | PS    |
| 2e              | Charles Josselin |       | PS       | Charles Josselin    |       | PS    |
| 3e              | Marc Le Fur      |       | RPR      | Didier Chouat       |       | PS    |
| 4e              | Daniel Pennec    |       | RPR      | Félix Leyzour       |       | PCF   |
| 5e              | Yvon Bonnot      |       | UDF (FD) | Alain Gouriou       |       | PS    |

## Résultats
Les résultats des élections proviennent du quotidien Le Monde,.

### Résultats à l'échelle du département
| Parti          | Parti                                     | Premier tour | Premier tour | Second tour | Second tour | Sièges |
| Parti          | Parti                                     | Voix         | %            | Voix        | %           | Sièges |
| -------------- | ----------------------------------------- | ------------ | ------------ | ----------- | ----------- | ------ |
|                | Parti socialiste                          | 96 166       | 33,19        | 139 567     | 45,30       | 4      |
|                | Parti communiste français                 | 39 263       | 13,55        | 34 404      | 11,17       | 1      |
|                | Les Verts                                 | 9 587        | 3,31         |             |             | 0      |
|                | Divers gauche dont MDC                    | 1 361        | 0,47         | 0           |             |        |
|                | Gauche plurielle                          | 146 377      | 50,52        | 173 971     | 56,47       | 5      |
|                |                                           |              |              |             |             |        |
|                | Rassemblement pour la République          | 66 406       | 22,92        | 79 971      | 25,96       | 0      |
|                | Union pour la démocratie française        | 31 595       | 10,90        | 54 138      | 17,57       | 0      |
|                | La Droite indépendante dont Divers droite | 3 741        | 1,29         |             |             | 0      |
|                | Droite parlementaire                      | 101 742      | 35,12        | 134 109     | 43,53       | 0      |
|                |                                           |              |              |             |             |        |
|                | Front national                            | 20 562       | 7,10         |             |             | 0      |
|                | Divers écologiste dont LT-LNÉ, MÉI et GÉ  | 9 836        | 3,39         | 0           |             |        |
|                | Extrême gauche dont LCR, LO, AREV et PT   | 6 380        | 2,20         | 0           |             |        |
|                | Union démocratique bretonne               | 4 343        | 1,50         | 0           |             |        |
|                | Divers                                    | 495          | 0,17         | 0           |             |        |
|                |                                           |              |              |             |             |        |
| Inscrits       | Inscrits                                  | 416 653      | 100,00       | 413 458     | 100,00      | 5      |
| Abstentions    | Abstentions                               | 113 890      | 27,33        | 91 615      | 22,16       |        |
| Votants        | Votants                                   | 302 763      | 72,67        | 321 843     | 77,84       |        |
| Blancs et nuls | Blancs et nuls                            | 13 028       | 4,3          | 13 763      | 4,28        |        |
| Exprimés       | Exprimés                                  | 289 735      | 95,7         | 308 080     | 95,72       |        |

### Résultats par circonscription

#### Première circonscription (Saint-Brieuc)
| Candidat                     | Candidat                 | Parti               | Premier tour | Premier tour | Second tour | Second tour |  |
| Candidat                     | Candidat                 | Parti               | Voix         | %            | Voix        | %           |  |
| ---------------------------- | ------------------------ | ------------------- | ------------ | ------------ | ----------- | ----------- |  |
|                              | Christian Daniel sortant | RPR                 | 15 570       | 29,56        | 24 157      | 42,21       |  |
|                              | Danielle Bousquet élue   | PS                  | 14 380       | 27,30        | 33 069      | 57,78       |  |
|                              | Jean Dérian              | PCF                 | 8 327        | 15,81        |             |             |  |
|                              | Raymond Blanc            | FN                  | 4 214        | 8,00         |             |             |  |
|                              | Marc Boivin              | Les Verts           | 1 820        | 3,45         |             |             |  |
|                              | Martial Collet           | LO                  | 1 441        | 2,73         |             |             |  |
|                              | Patrice Audoux           | GÉ                  | 1 373        | 2,60         |             |             |  |
|                              | Robert Pédron            | UDB                 | 1 161        | 2,20         |             |             |  |
|                              | Yannick Michel           | LDI (MPF)           | 1 034        | 1,96         |             |             |  |
|                              | Maryse Paraire           | MDC                 | 972          | 1,84         |             |             |  |
|                              | Philippe Maillet         | Divers écologiste   | 857          | 1,62         |             |             |  |
|                              | Christine Cosson         | LCR                 | 611          | 1,16         |             |             |  |
|                              | Hervé Denis              | Extrême gauche (PT) | 360          | 0,68         |             |             |  |
|                              | Lionel Lemaire           | Divers droite       | 210          | 0,39         |             |             |  |
|                              | Rolland Allain           | Divers gauche       | 176          | 0,33         |             |             |  |
|                              | Pascal Dazin             | MDR                 | 152          | 0,28         |             |             |  |
|                              |                          |                     |              |              |             |             |  |
| Inscrits                     | Inscrits                 | Inscrits            | 80 954       | 100,00       | 80 945      | 100,00      |  |
| Abstentions                  | Abstentions              | Abstentions         | 25 703       | 31,75        | 20 840      | 25,75       |  |
| Votants                      | Votants                  | Votants             | 55 251       | 68,25        | 60 105      | 74,25       |  |
| Blancs et nuls               | Blancs et nuls           | Blancs et nuls      | 2 593        | 4,69         | 2 879       | 4,79        |  |
| Exprimés                     | Exprimés                 | Exprimés            | 52 658       | 95,31        | 57 226      | 95,21       |  |
| Source : Assemblée nationale |                          |                     |              |              |             |             |  |

#### Deuxième circonscription (Dinan)
| Candidat                     | Candidat                       | Parti          | Premier tour | Premier tour | Second tour | Second tour |  |
| Candidat                     | Candidat                       | Parti          | Voix         | %            | Voix        | %           |  |
| ---------------------------- | ------------------------------ | -------------- | ------------ | ------------ | ----------- | ----------- |  |
|                              | Charles Josselin sortant réélu | PS             | 26 499       | 44,17        | 35 805      | 60,17       |  |
|                              | Didier Lechien                 | UDF (FD)       | 10 107       | 16,84        | 23 692      | 39,82       |  |
|                              | Michel Vaspart                 | diss. RPR      | 9 727        | 16,21        |             |             |  |
|                              | Charles du Boishamon           | FN             | 4 435        | 7,39         |             |             |  |
|                              | Henri Faucheur                 | PCF            | 3 496        | 5,82         |             |             |  |
|                              | Martine Lucas                  | Les Verts      | 2 270        | 3,78         |             |             |  |
|                              | Bernard Hesry                  | GÉ             | 1 858        | 3,09         |             |             |  |
|                              | Dominique Boilot               | LDI (MPF)      | 1 056        | 1,76         |             |             |  |
|                              | Bernard Aubin                  | diss. UDF      | 322          | 0,53         |             |             |  |
|                              | Daniel Houres                  | Divers droite  | 213          | 0,35         |             |             |  |
|                              |                                |                |              |              |             |             |  |
| Inscrits                     | Inscrits                       | Inscrits       | 84 906       | 100,00       | 81 622      | 100,00      |  |
| Abstentions                  | Abstentions                    | Abstentions    | 21 928       | 25,83        | 18 707      | 22,92       |  |
| Votants                      | Votants                        | Votants        | 62 978       | 74,17        | 62 915      | 77,08       |  |
| Blancs et nuls               | Blancs et nuls                 | Blancs et nuls | 2 995        | 4,76         | 3 418       | 5,43        |  |
| Exprimés                     | Exprimés                       | Exprimés       | 59 983       | 95,24        | 59 497      | 94,57       |  |
| Source : Assemblée nationale |                                |                |              |              |             |             |  |

#### Troisième circonscription (Lamballe - Loudéac)
| Candidat                     | Candidat            | Parti          | Premier tour | Premier tour | Second tour | Second tour |  |
| Candidat                     | Candidat            | Parti          | Voix         | %            | Voix        | %           |  |
| ---------------------------- | ------------------- | -------------- | ------------ | ------------ | ----------- | ----------- |  |
|                              | Didier Chouat élu   | PS             | 22 972       | 39,37        | 34 036      | 53,37       |  |
|                              | Marc Le Fur sortant | RPR            | 22 894       | 39,24        | 29 728      | 46,62       |  |
|                              | Gérard Le Cam       | PCF            | 4 329        | 7,42         |             |             |  |
|                              | Pierre-Marie Launay | FN             | 3 496        | 5,99         |             |             |  |
|                              | Jean-Luc Barbo      | Les Verts      | 1 894        | 3,24         |             |             |  |
|                              | Philippe Rouxel     | GÉ             | 1 690        | 2,89         |             |             |  |
|                              | Jean-Pierre Scour   | LDI (MPF)      | 724          | 1,24         |             |             |  |
|                              | Moïse Lesage        | Divers         | 343          | 0,58         |             |             |  |
|                              |                     |                |              |              |             |             |  |
| Inscrits                     | Inscrits            | Inscrits       | 80 749       | 100,00       | 80 723      | 100,00      |  |
| Abstentions                  | Abstentions         | Abstentions    | 19 582       | 24,25        | 14 762      | 18,29       |  |
| Votants                      | Votants             | Votants        | 61 167       | 75,75        | 65 961      | 81,71       |  |
| Blancs et nuls               | Blancs et nuls      | Blancs et nuls | 2 825        | 4,62         | 2 197       | 3,33        |  |
| Exprimés                     | Exprimés            | Exprimés       | 58 342       | 95,38        | 63 764      | 96,67       |  |
| Source : Assemblée nationale |                     |                |              |              |             |             |  |

#### Quatrième circonscription (Guingamp)
| Candidat                     | Candidat              | Parti          | Premier tour | Premier tour | Second tour | Second tour |  |
| Candidat                     | Candidat              | Parti          | Voix         | %            | Voix        | %           |  |
| ---------------------------- | --------------------- | -------------- | ------------ | ------------ | ----------- | ----------- |  |
|                              | Daniel Pennec sortant | RPR            | 18 215       | 31,85        | 26 086      | 43,12       |  |
|                              | Félix Leyzour élu     | PCF            | 17 009       | 29,75        | 34 404      | 56,87       |  |
|                              | Jean Le Floc'h        | PS             | 13 188       | 23,06        | Retrait     | Retrait     |  |
|                              | Myriam de Coatparquet | FN             | 2 988        | 5,22         |             |             |  |
|                              | Bernard Prigent       | Les Verts      | 1 874        | 3,27         |             |             |  |
|                              | Alice Boisson         | GÉ             | 1 331        | 2,32         |             |             |  |
|                              | Patrick L'Héréec      | Régionaliste   | 1 261        | 2,20         |             |             |  |
|                              | Louis Marteil         | LDI (CNIP)     | 671          | 1,17         |             |             |  |
|                              | Dominique Daniel      | LCR            | 636          | 1,11         |             |             |  |
|                              |                       |                |              |              |             |             |  |
| Inscrits                     | Inscrits              | Inscrits       | 77 454       | 100,00       | 77 594      | 100,00      |  |
| Abstentions                  | Abstentions           | Abstentions    | 18 280       | 23,6         | 14 600      | 18,82       |  |
| Votants                      | Votants               | Votants        | 59 174       | 76,4         | 62 994      | 81,18       |  |
| Blancs et nuls               | Blancs et nuls        | Blancs et nuls | 2 001        | 3,38         | 2 504       | 3,97        |  |
| Exprimés                     | Exprimés              | Exprimés       | 57 173       | 96,62        | 60 490      | 96,03       |  |
| Source : Assemblée nationale |                       |                |              |              |             |             |  |

#### Cinquième circonscription (Lannion - Paimpol)
| Candidat                     | Candidat            | Parti             | Premier tour | Premier tour | Second tour | Second tour |  |
| Candidat                     | Candidat            | Parti             | Voix         | %            | Voix        | %           |  |
| ---------------------------- | ------------------- | ----------------- | ------------ | ------------ | ----------- | ----------- |  |
|                              | Yvon Bonnot sortant | UDF (FD)          | 21 166       | 34,37        | 30 446      | 45,37       |  |
|                              | Alain Gouriou élu   | PS                | 19 127       | 31,06        | 36 657      | 54,62       |  |
|                              | Alain Prigent       | PCF               | 6 102        | 9,90         |             |             |  |
|                              | Jean-Luc de Trogoff | FN                | 5 429        | 8,81         |             |             |  |
|                              | Pierre Morvan       | UDB               | 1 921        | 3,11         |             |             |  |
|                              | Alain Le Fol        | LO                | 1 838        | 2,98         |             |             |  |
|                              | Alain Ernoult       | Les Verts         | 1 729        | 2,80         |             |             |  |
|                              | Philippe Vital      | AREV              | 1 095        | 1,77         |             |             |  |
|                              | Pascal Le Meur      | GÉ                | 906          | 1,47         |             |             |  |
|                              | Denis Baulier       | Divers écologiste | 796          | 1,29         |             |             |  |
|                              | Gilberte Fournier   | LT-LNÉ            | 600          | 0,97         |             |             |  |
|                              | Roger Courland      | MÉI               | 425          | 0,69         |             |             |  |
|                              | Pierre Lo Monaco    | PT                | 399          | 0,64         |             |             |  |
|                              | André Durechou      | LDI (MPF)         | 46           | 0,07         |             |             |  |
|                              |                     |                   |              |              |             |             |  |
| Inscrits                     | Inscrits            | Inscrits          | 92 590       | 100,00       | 92 574      | 100,00      |  |
| Abstentions                  | Abstentions         | Abstentions       | 28 397       | 30,67        | 22 706      | 24,53       |  |
| Votants                      | Votants             | Votants           | 64 193       | 69,33        | 69 868      | 75,47       |  |
| Blancs et nuls               | Blancs et nuls      | Blancs et nuls    | 2 614        | 4,07         | 2 765       | 3,96        |  |
| Exprimés                     | Exprimés            | Exprimés          | 61 579       | 95,93        | 67 103      | 96,04       |  |
| Source : Assemblée nationale |                     |                   |              |              |             |             |  |